# Tetraphobie

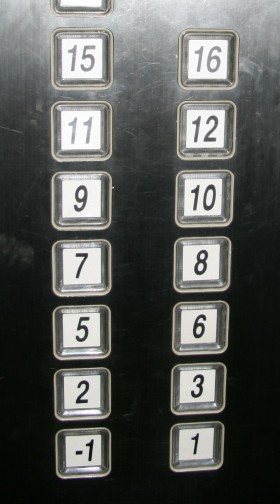
Aufzug eines Wohngebäudes in Shanghai – die Geschosse 4, 13 und 14 fehlen

Tetraphobie (aus altgriechisch τετρᾰ́ς tetrás, deutsch ‚vier‘, und φόβος phóbos, deutsch ‚Furcht‘) bezeichnet die abergläubische Angst vor der Zahl 4, die besonders im ostasiatischen (China, Taiwan, Japan, Nord- bzw. Südkorea und Vietnam) sowie im südostasiatischen Kulturraum (Malaysia, Singapur) weit verbreitet ist.

## Tetraphobie in Asien

### China, Hongkong und Taiwan
Im Chinesischen steht das Schriftzeichen für die Zahl 4 (chinesisch 四, Pinyin sì, Jyutping sei3, Pe̍h-ōe-jī sì), welches in vielen Varianten dieser Sprache eine große Ähnlichkeit (quasi gleichklingend) zur Aussprache des Worts für Tod (死,  sǐ, Jyutping sei2, Pe̍h-ōe-jī sí) aufweist. In ähnlicher Weise finden sich im Vokabular des Japanischen (jap. 四 als On-Lesung し, shi oder als Kun-Lesung als よん, yon), des Koreanischen (kor. 사, sa) und des Vietnamesischen (viet. tư) Wörter für die Zahl 4, die gleichermaßen für „Tod“ stehen können.
Daher wird in diesen Kulturen – ganz besonders in China – während Festtagen, oder wenn ein Mitglied der Familie erkrankt, darauf geachtet, das Auftreten dieser Zahl in jeglicher Form zu vermeiden; ebenso wenig sollten 14, 24 und 42 vorkommen, da diese ebenfalls die Ziffer „4“ enthalten. Sowohl in öffentlichen (Hotels, Bürogebäude usw.) als auch privaten Gebäuden (Wohnhäuser) werden in den o. a. Ländern diese Stockwerksnummern übersprungen; in der gleichen Weise wird mit Tischnummern 4, 14, 24 und 42 bei Familienfeiern (wie Hochzeiten, Geburtstagen) oder anderen gesellschaftlichen Ereignissen verfahren. Analog dazu werden in großen Wohnanlagen Wohnblocknummern wie 4, 14, 24 usw. vermieden, indem sie durch 3A, 13A, 23A usw. substituiert werden.
Im kantonesischsprachigen Gebieten Chinas werden die 14 und 24 sogar als noch unheilvoller angesehen als die 4 selbst: 14 bezeichnet den „sicheren Tod“ (kant. 實死, sat6sei2), während 24 „leicht zu sterben“ (kant. 易死, ji6sei2) bedeutet.
In Hongkong gibt es Gebäude wie das Vision City (Tsuen Wan) und The Arch (Union Square, Kowloon), in denen sogar alle Etagen von 40 bis 49 ausgelassen wurden: nach 39/F folgt direkt 50/F, was bei Touristen, denen nichts von der Tetraphobie der Asiaten bekannt ist, zuweilen etwas Verwirrung stiftet. Auch bei den Sorrento-Wohnkomplex-Türmen im Union Square wurde der vierte Turm übersprungen.
Zudem können bei den Nummern der Stockwerke – durch die Vermengung der westlichen und asiatischen Kulturen in Hongkong, wie auch in Singapur – sowohl der 13. (siehe Triskaidekaphobie – Phobie vor der Zahl 13) als auch der 14. ausgelassen sein.
China bringt die Tetraphobie auch militärisch zum Ausdruck: so ist die erste Typnummer der Shenyang-Kampfflugzeuge eine 5: Shenyang J-5. In ähnlicher Weise verfährt die Marine der Taiwaner und der Südkoreaner, deren Schiffe niemals die Schiffskennung 4 erhalten.
| Sprache        | Lesung      | Lesung     | Bemerkung                        |
| Sprache        | 四 – „vier“ | 死 – „Tod“ | Bemerkung                        |
| -------------- | ----------- | ---------- | -------------------------------- |
| Hochchinesisch | sì          | sǐ         | –                                |
| – Hakka        | si          | si         | –                                |
| – Kantonesisch | sei3        | sei2       | –                                |
| – Minnan       | sì, sù      | sí, sú     | –                                |
| – Wu           | sy2         | sy2, shi2  | –                                |
| Japanisch      | shi         | shi        | gleichklingend nur als On-Lesung |
| Koreanisch     | sa          | sa         | –                                |
| Vietnamesisch  | tứ          | tử         | nur bedingt in seltenen Fällen   |

### Japan
In Japan wird bei den meisten Wohnhäusern und Parkplätzen die Ziffer 4 ausgelassen. Ähnlich wie bei den weiter oben beschriebenen westlichen Einflüssen in Hongkong und Singapur wird – ganz nach westlicher Tradition – die 13. Etage übersprungen. (In Krankenhäusern wird zudem auch noch die Zahl 9 vermieden, da die Silbe く, ku – eine alternative Lesung für die Zahl Neun, jap. 九, きゅう, kyū  – an das Wort 苦しむ, kurushimu, „leiden, erleiden“ erinnert.) Als besonders unheilvolle Zahl wird die 49 angesehen, da sie im Japanischen fragmentarisch auf den Ausdruck 死ぬまで苦しむ, shinu made kurushimu hindeutet, was übersetzt so viel wie „Leiden bis zum Tode“ bedeutet.
Wird von der 4 dennoch Gebrauch gemacht, so wird diese im allgemeinen Sprachgebrauch fast immer, entsprechend der japanischen Kun-Lesung des Kanji 四 als よ, yo bzw. よん, yon ausgesprochen, während das sinojapanische shi vermieden wird; selbst in Komposita, in denen gemäß der gängigen Regeln bei allen anderen Kanji (inklusive aller Zahlen) normalerweise die On-Lesung verwendet wird. So werden z. B. „vier Menschen“ (Kanji: 四人) nicht als shinin, sondern yonin bezeichnet, um Verwechslungen bzw. Assoziationen dem Wort für eine verstorbene Person shinin – 死人, しにん, dt. „Tote(r)“ – zu vermeiden.

### Nord- und Südkorea
Obwohl die Tetraphobie in Nord- und Südkorea weniger extrem ausgeprägt ist, findet sich nahezu immer die übersprungene „4“ in Krankenhäusern und anderen öffentlichen Gebäuden wieder; in privaten Gebäuden steht allerdings der Buchstabe „F“ (engl. four) stellvertretend für die Ziffer „4“. Auch werden Wohnungsnummern, die mehrfach die Ziffer „4“ enthalten (wie z. B. 404), vermieden. Aus Berichten über die staatliche Eisenbahngesellschaft Korail ist bekannt, dass eine von „4401“ aufwärts nummerierte Lokomotivenserie einen beabsichtigten Sprung von 4443 direkt auf 4445 tätigte.

Aufzug mit umbenannten Stockwerken – die Geschosse 4, 14 und 24 wurden ersetzt

### Malaysia
In Malaysia werden die 4er-Stockwerke, anstatt ausgelassen zu werden, oft ersetzt. Aus „4“ wird beispielsweise „3A“.

## Tetraphobie außerhalb Asiens

### Italien
Ein ähnlicher Aberglaube ist in einigen Teilen Italiens verbreitet. Der Ziffer 4 wird dort zum einen nachgesagt, sie symbolisiere einen Sarg und könne somit Unglück bringen; zum anderen stehe sie für „das Geheimnis von allem und nichts“.

## Tetraphobie in den Medien
- Im Science-Fiction-Film Blade Runner bestellt Protagonist Rick Deckard beim Chef des Nudelladens „vier“ Sushi, der ihn darauf korrigierend hinweist, dass „zwei“ a für ihn ausreicht.
- Im japanischen Anime The Promised Neverland benutzt einer der Figuren in der Geschichte die Zahl „vier“ als Verweis auf den Tod eines bestimmten Charakters.
- In Band sieben der Romanserie Artemis Fowl – Der Atlantis-Komplex – leidet die Romanfigur „Artemis Fowl II“ aufgrund der psychischen Erkrankung „Atlantis-Komplex“ an Tetraphobie.

__